# Bandera de Gadsden
La bandera de Gadsden es una bandera de origen estadounidense. Es una bandera de fondo amarillo, en cuyo centro hay una serpiente cascabel en espiral y en posición defensiva. Bajo la serpiente se lee la frase «Dont [sic] tread on me», que puede traducirse al español como 'No pases sobre mí', 'No me pisotees' o 'No me pises'.
La bandera lleva el nombre del general Christopher Gadsden (1724-1805), que la diseñó en 1775 durante la revolución de las Trece Colonias. Fue utilizada por los Marines Continentales como una de las primeras banderas de lema, junto con la bandera de Moultrie.
La bandera de Gadsden es conocida en la cultura popular estadounidense y también es reconocida en otros países. Como símbolo, representa el constitucionalismo, el liberalismo clásico y el libertarismo. Puede representar también sentimientos de rebeldía, normalmente frente al Estado.

## Historia
El primero en utilizar la simbología de la serpiente de cascabel con fines políticos y como representación de las entonces trece colonias fue Benjamin Franklin (1706-1790), quien, en 1751, en su periódico Pennsylvania Gazette, publicó un artículo burlándose de la costumbre británica de deportar a sus convictos a tierras americanas, sugiriendo que, en correspondencia, ellos deberían enviarles a cambio serpientes de cascabel.

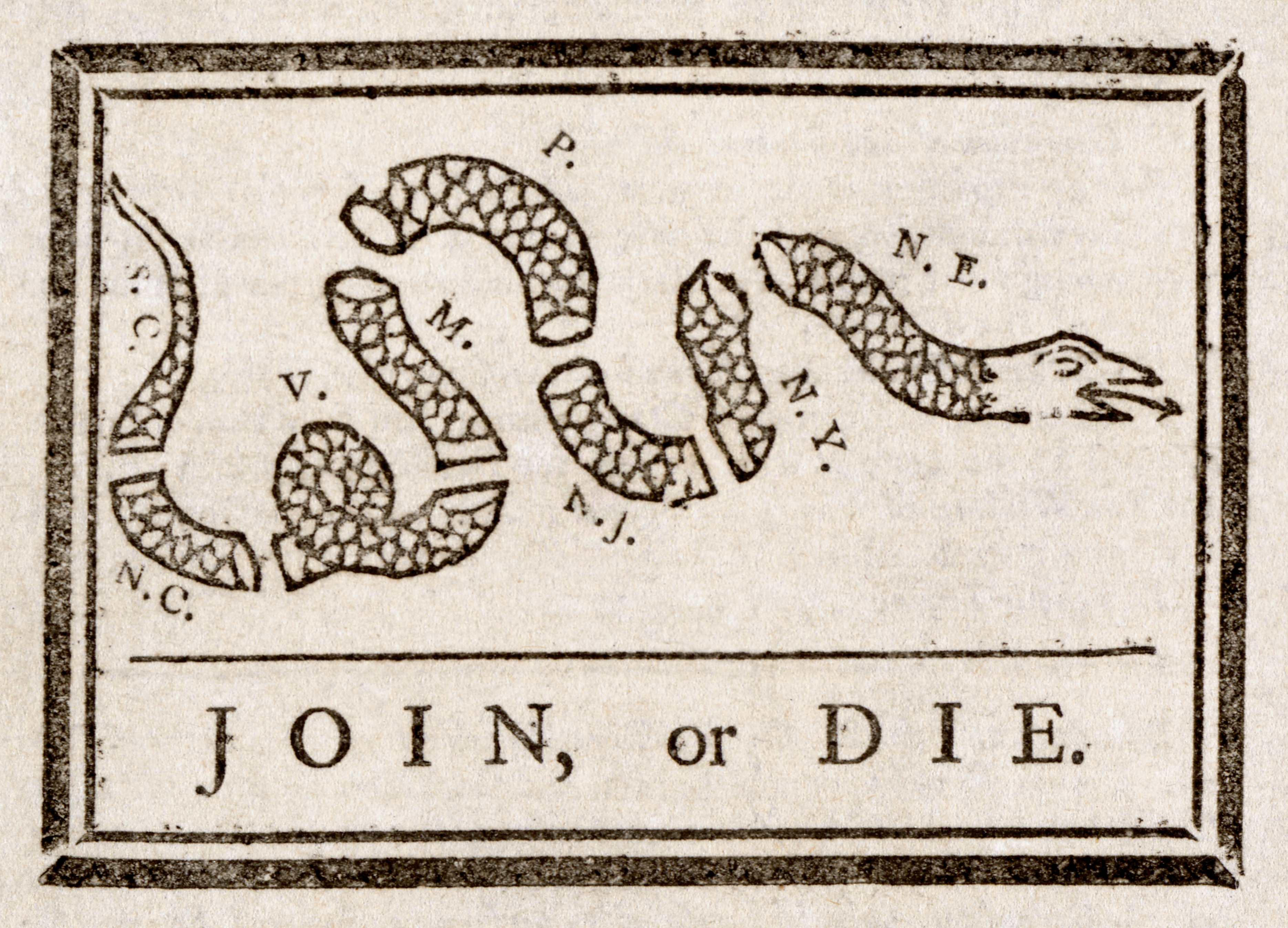
Viñeta de Benjamin Franklin, "Join, or Die".

Años más tarde, en 1754, Franklin repitió el tema publicando una famosa viñeta, «Join, or Die.», en la que aparecía una serpiente de cascabel cortada en ocho pedazos, representando cada una de ellas a una colonia (agrupando a las cuatro de Nueva Inglaterra –Nueva Hampshire, Massachusetts, Rhode Island y Providence y Connecticut- en una sola que constituía la cabeza) y ordenadas de norte a sur. Con ella, pretendía llamar a la unión entre todas las colonias en unos tiempos de conflicto con los indios y a pocos años de que estallara la Guerra de los Siete Años (1756-1763) contra los franceses.
En diciembre de 1775, ya en pleno conflicto con Gran Bretaña, Franklin publicó en su nuevo periódico, el Pennsylvania Journal, un artículo sugiriendo que la serpiente de cascabel sería un buen símbolo para representar el espíritu de los colonos americanos:

Recordé que su ojo destacaba por su brillantez, más que en cualquier otro animal y que no tiene párpados. Por tanto, podría ser estimada como un emblema de vigilancia. Nunca ataca primero ni, una vez comprometida en una lucha, se rinde jamás. Es por lo tanto un emblema de magnanimidad y auténtico coraje. Como si estuviera ansiosa de evitar toda incitación a luchar con ella, oculta las armas con las que la naturaleza la ha dotado en el techo de su boca, de tal forma que, para todos aquellos que no están familiarizados con ella, aparenta ser un animal completamente indefenso. E incluso cuando esas armas se muestran prestas para su defensa, parecen débiles y despreciables. Pero sus heridas, aunque pequeñas, son decisivas y mortales. Consciente de ello, nunca hiere antes de haber advertido generosamente primero, incluso a su enemigo, y prevenido contra el riesgo de pisarla. ¿Estaré acaso equivocado, señor, al pensar que ésta es una buena imagen del humor y la conducta de América?
Benjamin Franklin

## Uso moderno

Mapa de los estados de EEːUU (coloreados de amarillo) que ofrecen placas vehiculares con el tema de la bandera de Gadsden.

Por razones históricas, la bandera de Gadsden sigue ondeando popularmente en Charleston (Carolina del Sur), la ciudad en la que Christopher Gadsden presentó por primera vez la bandera y en la que se utilizaba habitualmente durante la revolución, junto con la bandera de la media luna azul y blanca de la Carolina del Sur anterior a la Guerra Civil.

### Placas vehiculares
La bandera de Gadsden se ha convertido en una popular matrícula de vehículos en varios estados de EEːUU, principalmente en los estados del sur. A partir del 2018, los siguientes estados ofrecen la opción de obtener una placa de matrícula especializada en la bandera de Gadsden: Alabama, Arizona, Maryland, Misuri, Montana, Oklahoma, Carolina del Sur, Tennessee, Texas y Virginia.

### Símbolo libertario
En la década de 1970 la bandera de Gadsden empezó a ser utilizada por los libertarios, usándola como símbolo que representa los derechos individuales y el gobierno limitado. El proyecto libertario Free State Project utiliza una versión modificada de la bandera con la serpiente sustituida por un puercoespín, símbolo del movimiento.

### Uso en grupos de izquierda
A mediados de la década de 1970, el grupo de Nueva Izquierda Comisión del Bicentenario del Pueblo utilizó la simbología de la bandera de Gadsden en botones y literatura.

### Autodefensa de minorías

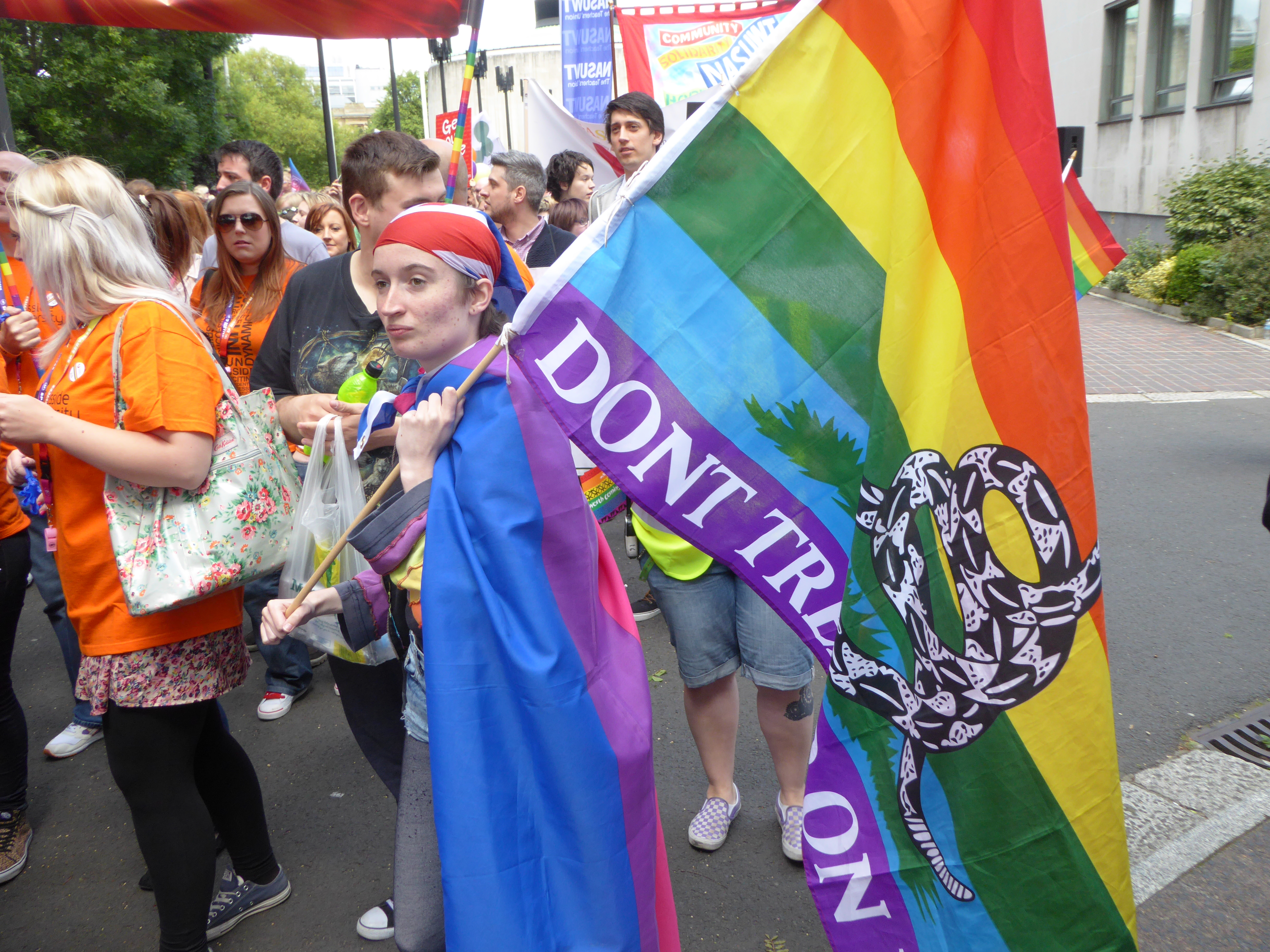
Bandera de Gadsden arcoíris en Marcha del Orgullo.

Street Patrol, un grupo de autodefensa queer de los años 1990 afiliado a Queer Nation/San Francisco, utilizaba como logotipo una serpiente enrollada sobre un triángulo que sujetaba una cinta con el lema "Don't Tread on Me" (No pases sobre mí) Algunos círculos libertarios utilizan una versión de la bandera con la serpiente y el lema colocados sobre una bandera arcoíris. Tras el tiroteo en el club nocturno de Orlando en 2016, se colocaron carteles con una bandera arcoíris de Gadsden con la inscripción "#ShootBack" por todo West Hollywood, lo que molestó a miembros de la comunidad y del gobierno de la ciudad que se oponían a su mensaje violento.

### Uso como símbolo del Tea Party
A partir de 2009, la bandera de Gadsden fue ampliamente utilizada como símbolo de protesta por los manifestantes del movimiento estadounidense del Tea Party También fue exhibida por miembros del Congreso en los mítines del Tea Party En algunos casos, se dictaminó que la bandera era un símbolo político, más que histórico o militar, debido a la fuerte conexión con el Tea Party.

### Casos legales relacionados con la bandera de Gadsden
En marzo de 2013, la bandera de Gadsden fue izada en un edificio vacante de la armería en New Rochelle, Nueva York, sin permiso de los funcionarios de la ciudad. La ciudad ordenó su retirada y la United Veterans Memorial & Patriotic Association, que había mantenido la bandera estadounidense en la armería, presentó una demanda contra la ciudad. Un juez federal desestimó el caso, rechazando el argumento de la Primera Enmienda de los Veteranos Unidos y dictaminando que el asta de la bandera en cuestión era propiedad de la ciudad y, por tanto, no representaba una expresión privada.
En 2014, un empleado del Servicio Postal de EE. UU. presentó una queja porque un compañero de trabajo llevaba repetidamente una gorra con un motivo de la bandera de Gadsden en el trabajo. La administración del servicio postal desestimó la queja, pero la Comisión para la Igualdad de Oportunidades en el Empleo de Estados Unidos revocó la decisión y pidió una investigación minuciosa. La EEOC emitió un comunicado en el que aclaraba que no había tomado ninguna decisión en el sentido de que la bandera de Gadsden fuera un "símbolo racista" o que llevar una representación de la misma constituyera una discriminación racial.

### Uso como símbolo nacionalista de extrema derecha

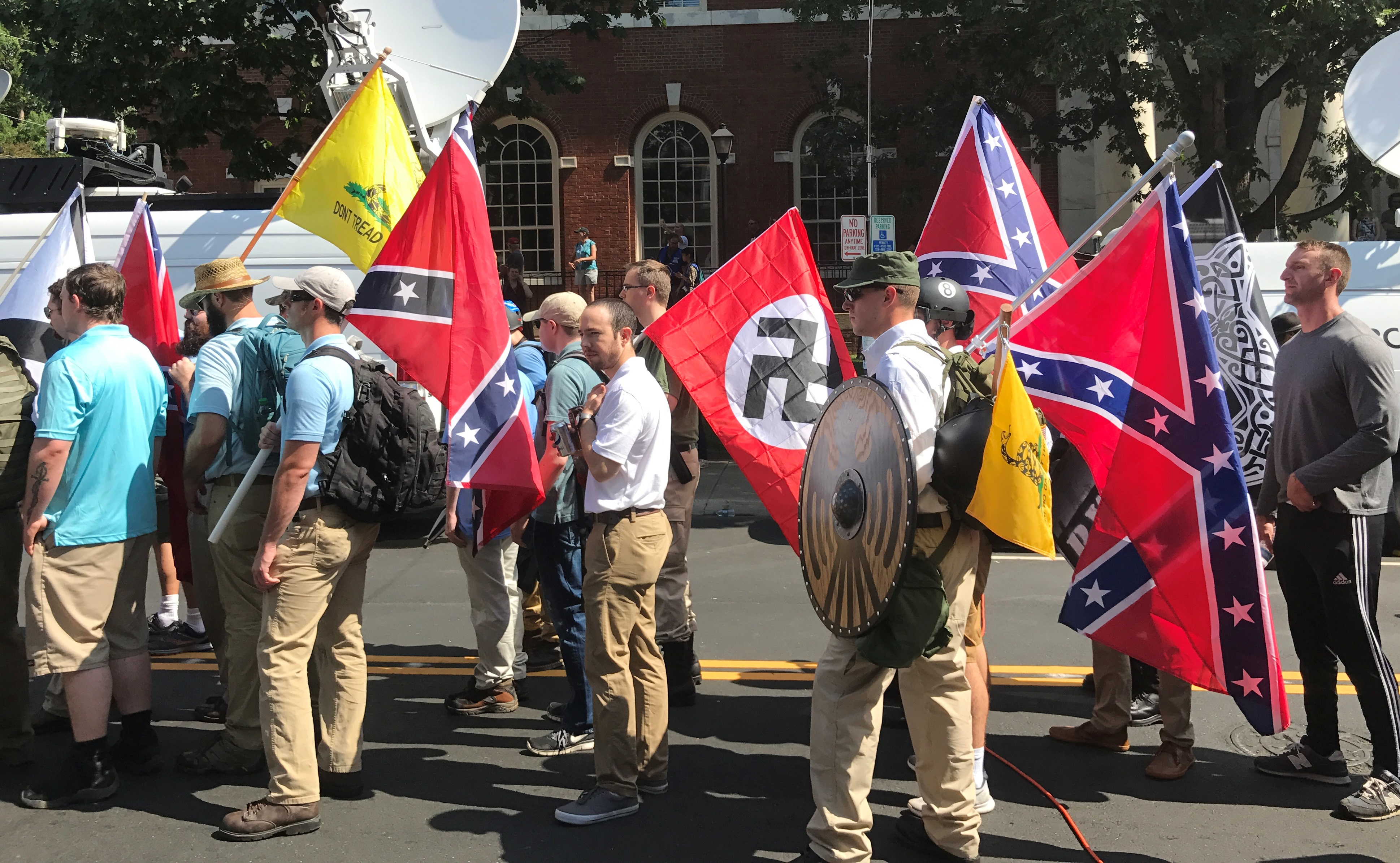
La bandera de Gadsden junto a la bandera de la Alemania nazi y la bandera de batalla de los Estados Confederados de América en una manifestación en Charlottesville.

La bandera de Gadsden también ha sido utilizada como símbolo por grupos e individuos de extrema derecha. En 2014, la bandera fue utilizada por Jerad y Amanda Miller, los autores del tiroteo de 2014 en Las Vegas, que mataron a dos policías y a un civil. Los Miller colocaron la Bandera de Gadsden y una esvástica en el cadáver de uno de los oficiales que mataron.
La bandera de Gadsden ocupó un lugar destacado en un reportaje relacionado con el asalto al Capitolio de Estados Unidos el 6 de enero de 2021. Rosanne Boyland, de 34 años, llevaba una cuando se desplomó por una sobredosis de droga y murió en el Capitolio.

### Activismo proelección
A raíz de la Ley de latidos de Texas de 2021, la bandera de Gadsden también ha sido adoptada por feministas y activistas proelección como símbolo de rebeldía a esta ley.

### Civismo
Algunos estadounidenses afirman que exhiben la bandera de Gadsden con la intención de mostrar su apoyo a la libertad de los ciudadanos y la independencia de su país.

## Cultura popular

### Deporte
- El piloto de NASCAR Carl Edwards exhibió la bandera de Gadsden junto a su firma facsímil en su coche de carreras.[38]

### Cine y televisión
- En la temporada 1, episodio 7 de El ala oeste de la Casa Blanca, Sam Seaborn tiene una versión modificada de la bandera de Gadsden detrás de su escritorio.[39]

- En algunos episodios de Parks and Recreation, la oficina de Ron Swanson contiene una bandera de Gadsden.[40]

- Aparece en algunas escenas de batallas en la película El patriota (2000).

- En la temporada 1 de la serie Ozark (2017-2022) se puede observar una bandera de Gadsen en la casa de los Langmore.

### Música
- La banda estadounidense de heavy metal Metallica grabó una canción llamada "Don't Tread on Me" en 1991. La portada del álbum presenta una imagen gris oscura de una serpiente de cascabel enroscada como la que se encuentra en la bandera de Gadsden.[41]
- El sencillo de 2019, Yo x ti, tú x mí, de la cantante española Rosalía muestra a esta con una indumentaria deportiva con el tema de la bandera de Gadsden.[42]
- La banda de rock sureño Damn Yankees tiene un tema titulado “Don’t tread on me”.